# Jodhpur Airport
Jodhpur Airport är en flygplats i Indien.   Den ligger i distriktet Jodhpur och delstaten Rajasthan, i den nordvästra delen av landet, 500 km sydväst om huvudstaden New Delhi. Jodhpur Airport ligger 218 meter över havet.
Terrängen runt Jodhpur Airport är platt. Runt Jodhpur Airport är det tätbefolkat, med 442 invånare per kvadratkilometer. Närmaste större samhälle är Jodhpur, 4,7 km väster om Jodhpur Airport. Runt Jodhpur Airport är det i huvudsak tätbebyggt.